# Canteras romanas de Cartagena

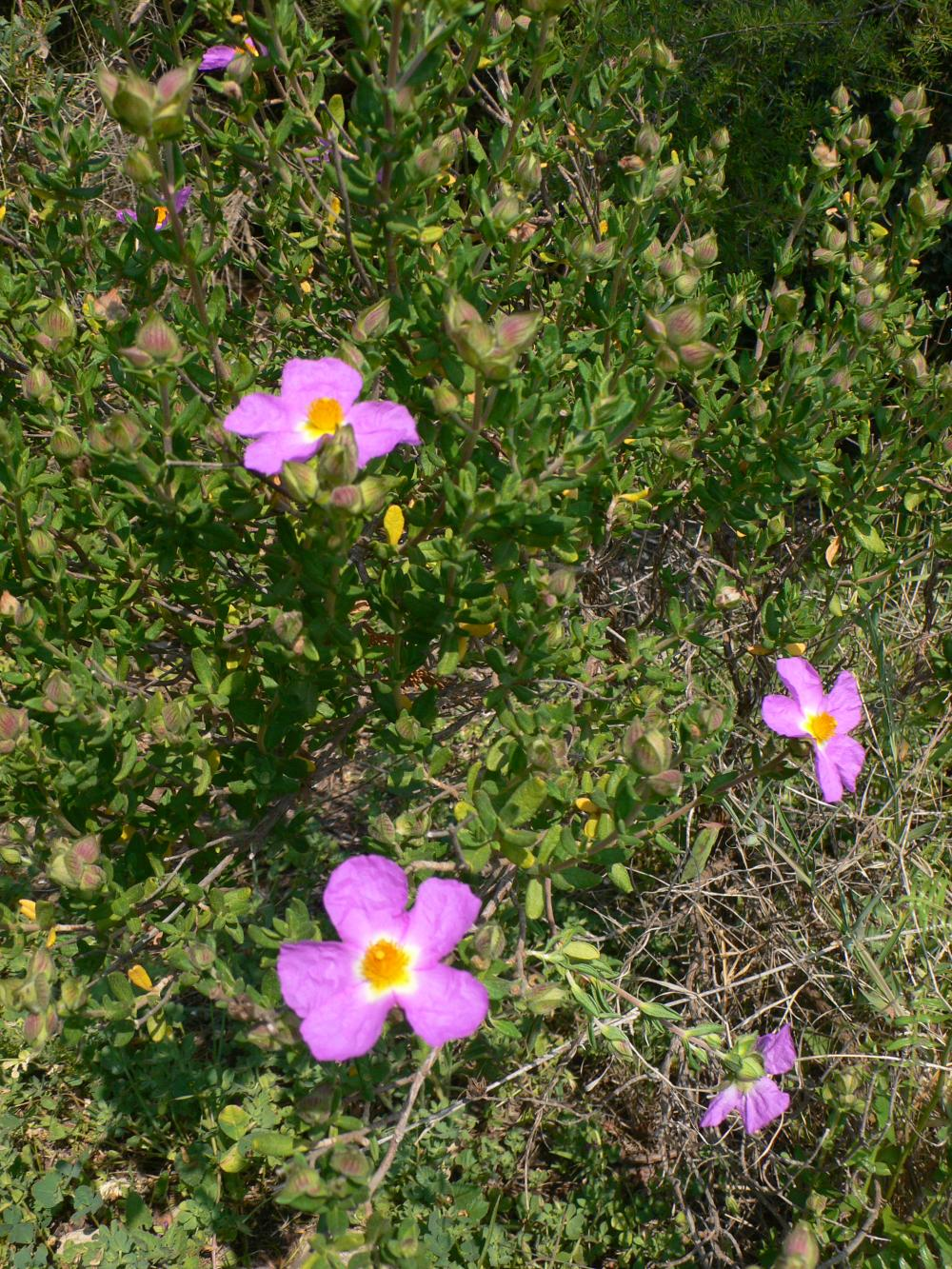
Jara de Cartagena, especie en peligro de extinción

Las canteras romanas de Cartagena son un yacimiento arqueológico en el que se muestran los restos de una explotación de piedra arenisca del tiempo de la Hispania romana. Se encuentran en la diputación de Canteras, a unos 4 km al oeste de la ciudad española de Cartagena (Región de Murcia).

## El yacimiento
Se trata de un yacimiento de arenisca y marga de color amarillo, formado durante el Mioceno, de fácil talla y extracción, que fue intensamente explotado como material de construcción para la ciudad de Carthago Nova por lo menos desde el siglo III a. C..
El uso de esta arenisca, a las que se da el nombre local de tabaire, está documentado ampliamente en toda la urbe. Algunos de los edificios en los que se utilizó este material fueron:
- La muralla púnica: utilizado en los paramentos de la muralla.
- El foro romano: usado en la escalinata de acceso al templo capitolino.
- El teatro romano: pórtico post-scaenam y aditi.

Debido a la porosidad y fragilidad del material, muchas veces era recubierto con mármol gris del Cabezo Gordo de Torre-Pacheco.

## Estado de conservación
Se conserva un gran frente de cantería de gran monumentalidad en el que se pueden apreciar fácilmente las marcas de las herramientas de cantero.
Por su monumentalidad y valor paisajístico, las canteras romanas fueron declaradas Bien de Interés Cultural por decreto n.º 24/2001 del Gobierno de la Región de Murcia, con categoría de sitio histórico, estableciéndose un perímetro de protección alrededor del yacimiento.

## Valores naturales
El entorno del yacimiento está rodeado de cultivos tradicionales de secano (almendro y algarrobo principalmente), mientras que el interior de las canteras está ocupado por vegetación silvestre autóctona. 
En los cortes de las canteras anidan cernícalos primilla (Falco naumanni), mochuelos (Athene noctua), palomas (Columba livia) y grajillas (Corvus monedula).
La Asociación Naturalista ANSE compró varias parcelas dentro de las canteras que utilizó en un proyecto de restauración arqueológica y ambiental denominado "Proyecto Atabaire" y que fueron reforestadas con especies autóctonas como el ciprés de Cartagena (Tetraclinis) y la rarísima jara de Cartagena (Cistus heterophyllus subsp. carthaginensis).

## Galería

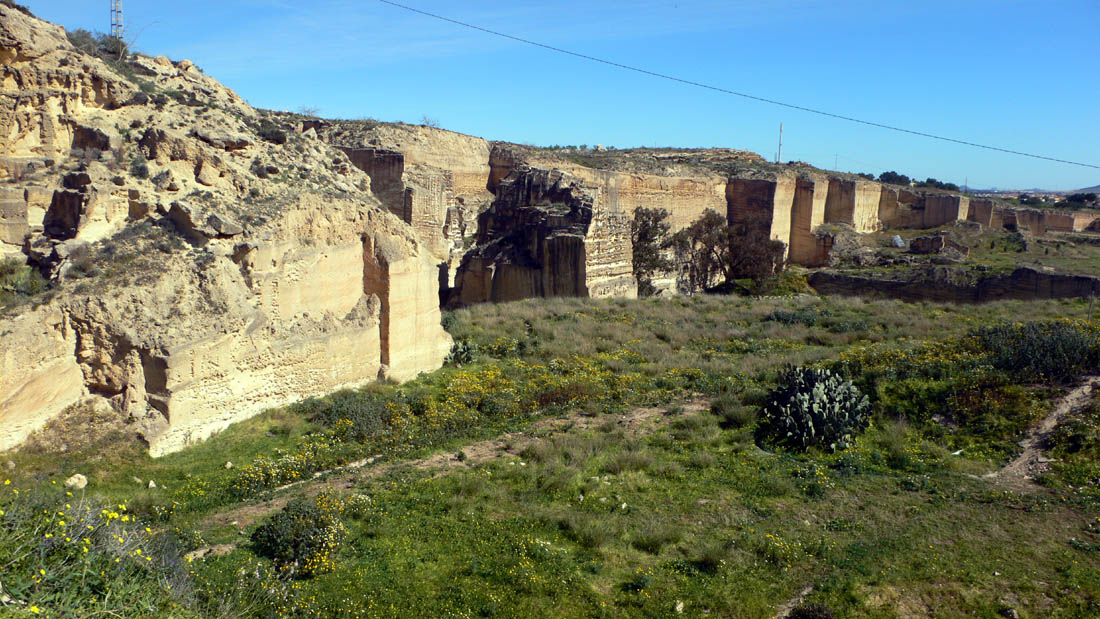
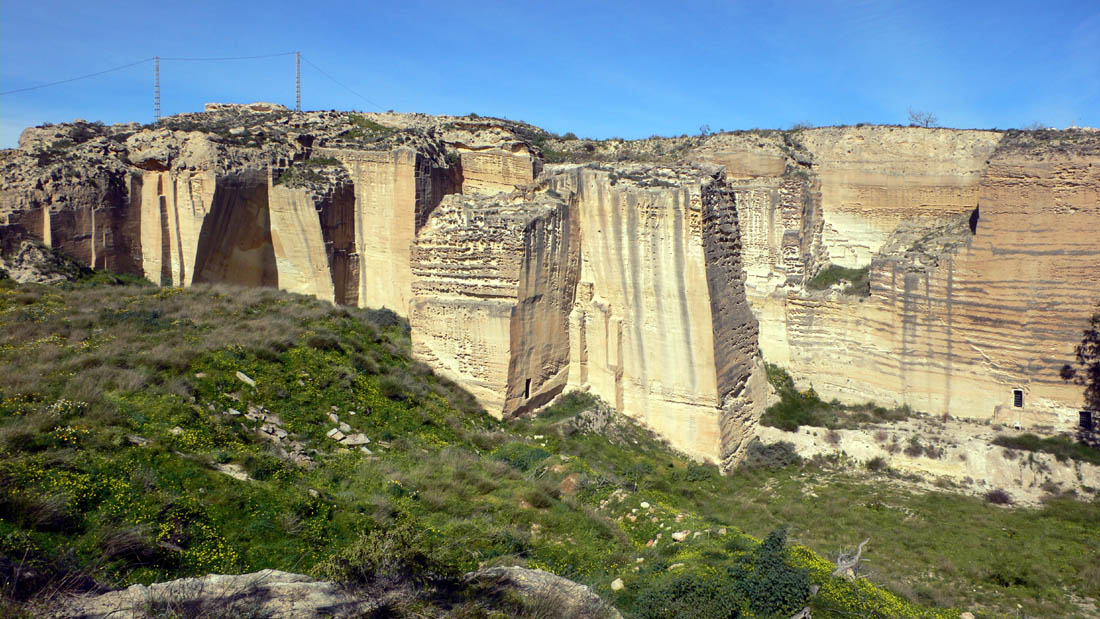
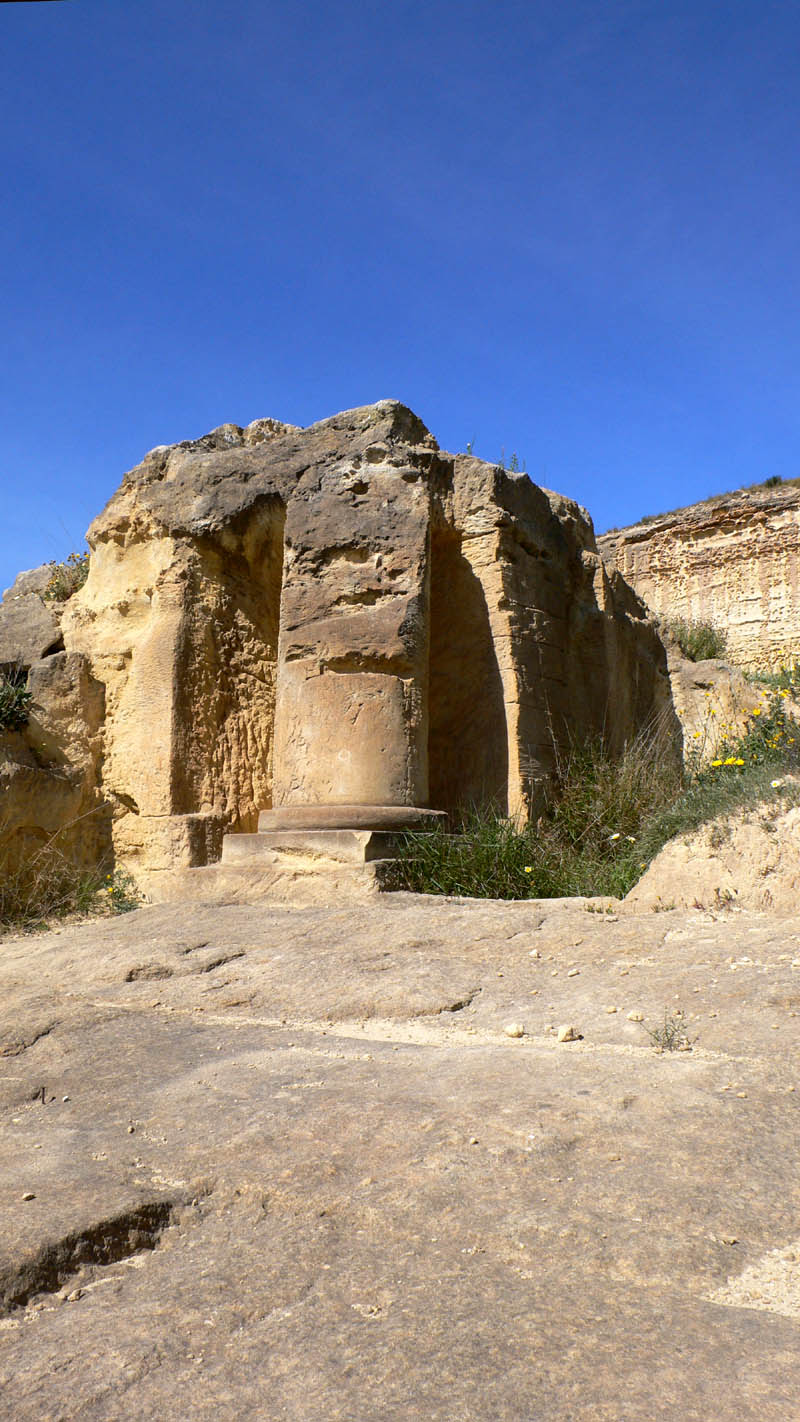
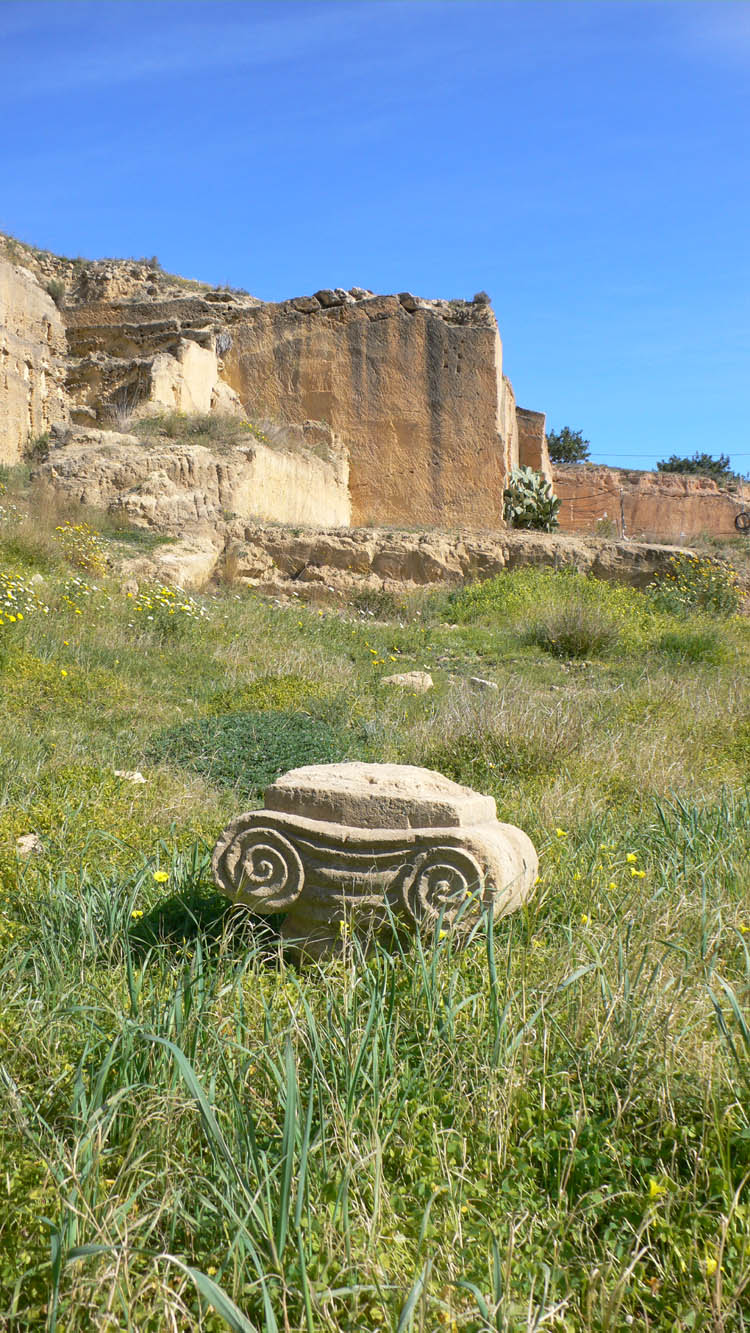

cantera